# Західноантарктичний льодовиковий щит
80° пд. ш. 120° зх. д. / 80° пд. ш. 120° зх. д.

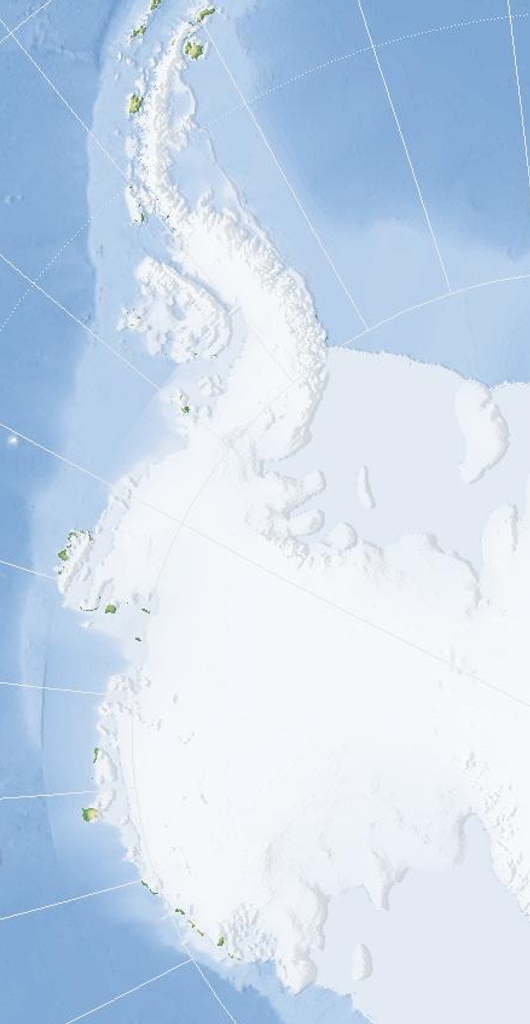
Мапа Західної Атартики

Західноантарктичний льодовиковий щит (ЗАЛЩ) — частина льодовикового щиту, яка охоплює Західну (або Малу) Антарктиду, частину Антарктиди що лежить в західній півкулі і обмежена Трансантарктичними горами. ЗАЛЩ класифікується як морський льодовиковий щит, підмурівок цього щита на великих площах занурено нижче рівня океану, а його край обмежено шельфовими льодовиками Росса і Ронне-Фільхнера та вивідних льодовиків, які стікають в море Амундсена.

## Опис
За оцінками, об'єм льодовикового покриву Антарктиди становить близько 25400000 км³, з них ЗАЛЩ містить трохи менше 10 %, або 2,2 млн км³.Через льодовикове навантаження під час ізостатичного процесу підмурів'я зазнало занурення в межах від 0,5 до 1 км. Середня товщина близько 1.1 км. Поверхня не здіймається вище 2 км.
Шельфові льодовики Антарктиди, є плавучим продовженням її наземного і «морського» покровів. Їх загальна площа — 1,5 мільйона км², причому найбільші з них — шельфові льодовики Росса і Ронне-Фільхнера, що займають внутрішні частини морів Росса та Уедделла, мають площі по 0,6 мільйона км² кожний. Плавучий лід цих льодовиків відділений від «основного» щита лініями налягання, а його зовнішні кордони утворені фронтальними обривами, або бар'єрами (дивись бар'єр Росса), які постійно оновлюються завдяки відколюванню айсбергів. Товщина льоду у тилових межах може сягати до 1 — 1,3 км, у бар'єрів вона рідко перевищує 150—200 м.
Антарктичний лід розтікається з декількох центрів до периферії покриву. У різних його частинах цей рух йде з різною швидкістю. У центрі Антарктиди,, лід рухається повільно, у льодовикового краю його швидкість зростає до багатьох десятків і сотень метрів на рік, тут швидше за все рухаються льодовикові потоки, що розвантажуються у відкритий океан. Їх швидкості нерідко досягають кілометра на рік, а один з льодовикових потоків Західної Антарктиди — льодовик Пайн-Айленд — «робить» кілька кілометрів на рік.
Проте більшість льодовикових потоків впадає не в океан, а в шельфові льодовики. Льодовикові потоки цього роду рухаються повільніше, їх швидкості не перевищують 300—800 м/рік. Таку «повільність» зазвичай пояснюють опором з боку шельфових льодовиків, які самі, як правило, бувають загальмовані берегами і обмілинами. У зв'язку з цим фахівці пророкують, що глобальне потепління клімату може викликати своєрідний «ефект доміно»: підвищиться температура — зруйнуються шельфові льодовики, не буде цих льодовиків — отримають свободу льодовикові потоки, їх швидкості різко зростуть, даючи початок масовому «спуску» льоду в океан. А це може призвести до катастрофічно швидкого підйому рівня океану, що обіцяє великі неприємності всім прибережним районам Землі, в тому числі і далеким від Антарктиди.